# Taijutsu
Taijutsu (体 術, litterärt översätt till "kroppsteknik" eller "kroppsförmåga") är en japansk term för kampfärdighet, teknik eller system för kampkonst (Martial Arts) med hjälp av kroppsrörelser som beskrivs som ett obeväpnat sätt att använda sin kropp på i kamp. Taijutsu är en metod för att använda kroppen i självförsvar i strid. Även inom Aikido, Judo och Karate etc så visar många källor på att det funnits en japansk konst som hette Taijutsu. Taijutsu är ett samlingsnamn för en kampkonst som använder och förlitar sig på kroppsdynamik. I vissa grenar inom Aikido så används ordet Taijutsu för att beskriva sättet att använda kroppen i obeväpnad kamp.  
Termen används ofta när man hänvisar till en traditionell japansk kampkonst, men har också använts i namnet på modern kampkonst som exempelvis Bujinkan Budō Taijutsu. Taijutsu liknar delvis Aikido, Karate och Jujutsu, men är mer inriktad på sättet att använda hela sin kropp i rörelser under teknikutförandet. Det finns både yttre och inre likheter kring filosofi mellan arterna då de går in i varandra delvis. Taijutsu är vanligtvis relaterad med de skolor som förmodligen lär ut Ninjutsu, även om det finns många ryū-ha utan relation till Ninjutsu som har Taijutsu i sin träning. Asayama Ichiden Ryū är ett exempel på detta. Taijutsu användes såväl av Bushi/Samurai samt av Ninjutsu som hade sin version av Taijutsu.  
Taijutsu associeras nuförtiden oftast med Ninjutsu och Bujinkan Budo Taijutsu. I dessa är Taijutsu kärnan i obeväpnad kamp med slag, sparkar, kast, låsningar, fasthållningar, brytningar, strypningar, falltekniker, hopp, gångtekniker osv. Man kan även se det som en generisk term för Koppō-jutsu (metoder för att attackera och manipulera skelettet/benstommen i kroppen), Kosshi-jutsu (metoder för att attacker muskulära delar och svaga punkter på kroppen), Jutai-jutsu (metoder för att kasta, greppa, strypa och låsa men där man använder slag, sparkar och blockeringar också). Inom Taijutsu tränas Taihenjutsu och det behandlar hopp, fall, rullningar, dämpningar, gångtekniker, smyg- och klättertekniker, volter. Genom denna metod så lär utövaren sig att bli kompis med marken så att det går att skydda sig och förflytta sig med hjälp av marken. Detta behövs för att komma vidare och lära sig använda även vapen. När man väl lärt sig Taijutsu så kan det användas i alla typer av situationer, både beväpnat och obeväpnat.  
I Taijutsu finns inga tävlingar utan filosofin är att överleva i strid.  
Idag så finns Taijutsu i olika X-kan dojo och även många okända skolor.     
Här är ett exempel på en indelning och struktur av Taijutsu:  
- Taijutsu (Obeväpnad kamp)
  - Junan Taiso (Kroppstärkande övningar)
  - Taihenjutsu (Kroppsförändrande rörelsemetodik)
    - Ukemi (Fall,dämpningar)
    - Kaiten (Rullningar)
    - Tobi (Hopptekniker)

  - Dakentaijutsu (Metoder för slag och sparkar)
    - Koppojutsu (Attacker mot skelettet, ben och leder samt nervpunkter)
    - Koshijutsu (Muskulära attacker mot mjukare delar och nervpunkter)

  - Jutaijutsu (Tekniker för bryta kroppens balans)
    - Nage (Kast)
    - Hajutsu (Frigörande tekniker från låsningar och grepp)
    - Gyaku waza (Fasthållningar, brytningar och låsningar)
    - Shime waza (Strypningar och halslås)